# Philipp (Gegenpapst)
Philipp war 768 ein Gegenpapst. Er war Gegenkandidat der Langobarden zu Konstantin II. und wurde am 31. Juli 768 ernannt und inthronisiert, ohne die Priesterweihe empfangen zu haben. Philipp wurde jedoch umgehend vertrieben und musste in sein Kloster zurückkehren.